# Columella
Lucius Iunius Moderatus Columella (4 – 70) byl římský spisovatel. O jeho životě se ví jen málo: pocházel pravděpodobně z Gadesu (dnešní Cádiz, kde má také pomník), za císaře Tiberia sloužil jako vojenský tribun v Sýrii. Po odchodu z armády se stal statkářem, vlastnil usedlosti v řadě městeček okolo Říma jako Ardea, Carseoli nebo Alba Longa. Ve svém díle se zabýval zemědělskou problematikou: zachoval se dvanáctisvazkový spis De re rustica (O zemědělství), jehož rukopis objevil počátkem 15. století humanistický učenec Poggio Bracciolini, Columellovi se obvykle připisuje také autorství méně významné knihy De arboribus (O stromech). Vycházel ze starších prací Catona staršího, Terentia a Xenofóna, v mnohém s nimi ovšem na základě vlastních zkušenostní polemizoval. Columellovy knihy se vyznačují spojením praktických rad s vytříbeným slohem, používal také hexametry ve Vergiliově stylu. Popisuje pěstování oliv, ovoce a vinné révy, chov domácích zvířat, včelařství, péči o okrasnou zahradu i správné vedení domácnosti, zaznamenal také množství dobových kuchařských receptů. Na jeho počest byla pojmenována čeleď rostlin Columelliaceae. 